# Roger Hanin
Roger Hanin, pseudoniem van Roger Lévy, (Algiers, 20 oktober 1925 – Parijs, 11 februari 2015) was een Frans acteur, filmregisseur en schrijver.

## Leven en werk

### Opleiding en debuutjaren
Roger Hanin werd geboren als Roger Lévy in een bescheiden joods pied-noirgezin in de kasba van Algiers. Zijn vader Joseph was bediende bij de PTT, zijn grootvader Salomon was rabbijn. Als scholier werd hij uitgesloten uit het lyceum waar hij school liep als gevolg van de antisemitische wetten van Vichy-Frankrijk. Uiteindelijk werd hij na een tijd weer toegelaten omdat zijn vader oud-strijder en oologsinvalide was. Hij vatte studies in de farmaceutische wetenschappen aan aan de universiteit van Algiers. Hij kreeg een studiebeurs toegekend omdat hij goede resultaten behaalde en trok in november 1948 naar Parijs om er zijn studies voort te zetten. Als bij toeval begon hij figurantenwerk te doen bij het theater. Hij vond het een positieve ervaring en hij besloot toneellessen te volgen. Hij vertolkte kleine rollen in toneelstukken. Vanaf 1952 begon hij ook te werken voor de film waar hij van meet af aan  jarenlang werd getypecast als zware jongen in misdaadfilms.

### Jaren vijftig met 'Le Gorille'
Vermeldenswaardig waren Gas-oil (1955) en Le Désordre et la Nuit (1958), twee dramatische misdaadfilms van de tandem Gilles Grangier-Jean Gabin. In de spionagefilm La Valse du Gorille (Bernard Borderie, 1959) had hij eindelijk een hoofdrol te pakken: hij speelde de lijfwacht van de kolonel van de Franse spionagedienst die een geheime wetenschappelijke formule moet bemachtigen. Deze rol, die hij overnam van Lino Ventura (Le Gorille vous salue bien, 1958, ook van Borderie), leverde hem zijn eerste bijnaam le gorille op. In 1962 werd Le Gorille a mordu l'archevêque, de tweede en laatste vervolgfilm, uitgebracht. Hij was eveneens te zien in bijrollen in belangwekkende films als Celui qui doit mourir (1957), À bout de souffle (1959) of  Rocco e i suoi fratelli (1960).

### Jaren zestig met 'Le Tigre'
In Le Miracle des loups (1961), een van de vele succesrijke mantel- en degenfilms van André Hunebelle, gaf hij naast Jean Marais gestalte aan de Bourgondische hertog Karel de Stoute. Onder de naam Antoine Flachot schreef hij in 1964-1965 voor Nouvelle Vaguecineast Claude Chabrol het scenario van diens spionagetweeluik Le Tigre aime la chair fraîche - Le Tigre se parfume à la dynamite waarin hij ook de hoofdrol van geheimagent 'Le Tigre' voor zijn rekening nam. 

### Filmregisseur
In 1973 nam hij plaats achter de camera, wat een eerste keerpunt in zijn carrière betekende. Hij draaide vijf films waarvoor hij zelf het scenario schreef en waarin hij telkens meespeelde. In 1984 realiseerde hij de militante antiracistische misdaadfilm Train d'enfer, een pakkende film waarmee hij heel wat bijval kreeg. In zijn laatste film Soleil (1997) blikte hij vol nostalgie terug op zijn kindertijd in Algiers en op zijn geliefde moeder. 

### Ontmoeting met Alexandre Arcady
Er kwam een tweede keerpunt toen hij in 1978 de jonge regisseur Alexandre Arcady ontmoette, net zoals hij een joodse pied-noir afkomstig uit Algiers. In Le Coup de sirocco (1979) bood Arcady hem een rol aan die op zijn lijf was geschreven: die van de kruidenier Albert Narboni die samen met zijn gezin een gelukkig leven leidt in Frans-Algerije en zich in 1962, op het einde van de Algerijnse Oorlog, zoals zoveel andere pieds-noirs, verplicht ziet te emigreren naar Frankrijk. In deze film speelde tevens Patrick Bruel zijn eerste rol, hij vertolkt de zoon van Albert Narboni. Arcady deed voor vier andere films een beroep op Hanin die meteen zijn fetish acteur werd. De misdaadfilm Le Grand Pardon (1982), hun commercieel meest succesvolle samenwerking, kreeg tien jaar later een vervolg met Le Grand Pardon 2 (1992). In Arcady vond Hanin de cineast die hem eindelijk rollen gaf die hem als gegoten zaten, zoals de rol van de pied-noir patriarch Raymond Bettoun, leider van een joodse maffiafamilie in Parijs, in het Le Grand Pardon-tweeluik. Zo werd Hanin geleidelijk het uithangbord van de gemeenschap van de pieds-noirs in Frankrijk en ging hij deel uitmaken van hun collectief geheugen.

### Televisiepopulariteit met commissaris Navarro
Vanaf het einde van de jaren zestig werkte hij ook regelmatig voor de televisie. Hij was te zien in televisiefilms die heel dikwijls waren opgenomen door bekende filmregisseurs zoals Edouard Molinaro. Zijn filmcarrière bereikte het hoogtepeunt toen hij de rol van de taaie Parijse politiecommissaris Antoine Navarro in de gelijknamige televisieserie Navarro (1989-2007) begon te spelen. Hij vertolkte die rol bijna twintig jaar lang in 108 episodes. De serie haalde met tien miljoen kijkers regelmatig een kijkdichtheid van meer dan 50 procent en maakte hem heel geliefd. In de spin-off Brigade Navarro (2007-2009) werd hij twee extra seizoenen en acht afleveringen lang bevorderd tot hoofdcommissaris.  

### Toneel
Naast zijn film- en televisieactiviteiten bouwde Hanin ook een carrière op de planken uit. Hij debuteerde in het begin van de jaren vijftig in een stuk van Marcel Aymé. Werk van Shakespeare, Claudel en vele anderen alsook eigen stukken passeerden de revue. Na 1984 verscheen hij nog maar sporadisch op de bühne.

### Engagement
Hanin nam geen blad voor de mond. Hij kwam meer dan eens in de schijnwerpers van de media terecht voor een politieke stellingname. Hij kwam bijvoorbeeld uit voor zijn steun aan Mitterrand. Na diens overlijden kon hij zich niet meer vinden in de Parti Socialiste en trad hij toe tot de Franse Communistische Partij. Hij kreeg het ook aan de stok met Jean-Marie Le Pen van wie hij een proces voor laster aan zijn been kreeg  omdat hij de rechts-nationalistische politicus voor nazi had uitgemaakt. In 2009 signeerde hij nog een open brief die het uit het strafrecht halen van euthanasie bepleitte.

### Privéleven
Door zijn huwelijk in 1959 met filmproducente Christine Gouze-Rénal, de oudere zus van Danielle Mitterrand werd hij de schoonbroer van François Mitterrand van wie hij een vertrouweling was tijdens diens presidentschap. Hij hield er zijn tweede bijnaam le beauf aan over.
Eind 2008 kondigde Hanin aan dat hij zijn acteurscarrière wenste te beëindigen om zich te wijden aan de geneugten van het leven en aan zijn schrijverschap. 
Eind 2009 liep hij een cerebrovasculair accident op op straat. Vanaf dan ging zijn gezondheidstoestand er voortdurend op achteruit. Op het einde van zijn leven leefde hij teruggetrokken in zijn appartement in Parijs. Hij stierf op 11 februari 2015 op 89-jarige leeftijd aan de gevolgen van ademnood. Hij laat zijn dochter Isabelle na en een 25-jarige zoon, David Greenwald, die is geboren uit een buitenechtelijke relatie en die pas in 2009 door hem werd erkend.  

## Filmografie

### Acteur (selectie)
- 1952 · Nous sommes tous des assassins (André Cayatte)
- 1955 · Les Hussards (Alex Joffé)
- 1955 · Gas-oil (Gilles Grangier)
- 1957 · Celui qui doit mourir (Jules Dassin)
- 1958 · Sois belle et tais-toi (Marc Allégret)
- 1958 · Une balle dans le canon (Michel Deville)
- 1958 · Un drôle de dimanche (Marc Allégret)
- 1958 · Le Désordre et la Nuit (Gilles Grangier)
- 1958 · La Chatte (Henri Decoin)
- 1959 · Ramuntcho (Pierre Schoendoerffer)
- 1959 · Du rififi chez les femmes (Alex Joffé)
- 1959 · La Valse du Gorille (Bernard Borderie)
- 1959 · À bout de souffle (Jean-Luc Godard)
- 1960 · l'Ennemi dans l'ombre (Charles Gérard)
- 1960 ·  Rocco e i suoi fratelli (Luchino Visconti)
- 1960 · L'Affaire d'une nuit (Henri Verneuil)
- 1961 · Le Miracle des loups (André Hunebelle)
- 1961 · Vive Henri IV, vive l'amour (Claude Autant-Lara)
- 1962 · Les Ennemis (Edouard Molinaro)
- 1962 · La Marcia su Roma (Dino Risi)
- 1962 · Le Gorille a mordu l'archevêque (Maurice Labro)
- 1964 · Le Tigre aime la chair fraîche (Claude Chabrol)
- 1964 · Marie-Chantal contre le docteur Kha (Claude Chabrol)
- 1965 · Le Tigre se parfume à la dynamite (Claude Chabrol)
- 1966 · The Brides of Fu Manchu (Don Sharp)
- 1970 · Le Clair de Terre (Guy Gilles)
- 1971 · Les Aveux les plus doux (Edouard Molinaro)
- 1972 · The Revengers (Daniel Mann)
- 1973 · Tony Arzenta (Big Guns of Les Grands Fusils) (Duccio Tessari)
- 1973 · Le Concierge (Jean Girault)
- 1973 · Le Protecteur (Roger Hanin)
- 1975 · Le Faux-cul (Roger Hanin)
- 1978 · L'Amant de poche (Bernard Queysanne)
- 1978 · Le Sucre (Jacques Rouffio)
- 1979 · Le Coup de sirocco (Alexandre Arcady)
- 1979 · Certaines Nouvelles (Jacques Davila)
- 1982 · Le Grand Pardon (Alexandre Arcady)
- 1982 · Les Misérables (Robert Hossein)
- 1982 · La Baraka (Jean Valère)
- 1983 · Attention ! Une femme peut en cacher une autre (Georges Lautner)
- 1983 · Le Grand Carnaval (Alexandre Arcady)
- 1985 · Train d'enfer (Roger Hanin)
- 1986 · La Rumba (Roger Hanin)
- 1987 · Dernier Été à Tanger (Alexandre Arcady)
- 1987 · Lévy et Goliath (Gérard Oury) (enkel stem)
- 1989 · L'Orchestre rouge (Jacques Rouffio)
- 1992 · Le Grand Pardon 2 (Alexandre Arcady)
- 1993 · Le Nombril du monde (Ariel Zeitoun)
- 1997 · Soleil (Roger Hanin)

### Regisseur
- 1973 · Le Protecteur
- 1975: Le Faux-cul
- 1980 · Le Coffre et le Revenant (televisiefilm naar de gelijknamige novelle van Stendhal
- 1985 · Train d'enfer
- 1986 · La Rumba
- 1997 · Soleil

## Publicaties

### Romans
- 1983 · L'ours en lambeaux, éd. Encre
- 1985 · Le voyage d'Arsène, éd. Grasset
- 1994 · Les gants blancs d'Alexandre, éd. Grasset
- 1996 · Les sanglots de la fête, éd. Grasset
- 1998 · L'hôtel de la Vieille Lune, éd. Grasset
- 2000 · Dentelles, éd. Grasset
- 2001 · Lettre à un ami mystérieux, éd. Grasset
- 2003 · Gustav, éd. Grasset
- 2005 · L'Horizon, éd. Grasset
- 2007 · Loin de Kharkov, éd. Grasset
- 2009 · Carnet de survie, éd. Balland

### Toneel
- 1969 · Ciel, où sont passées les dattes de tes oasis?
- 1973 · Virgule
- 1983 · Argent, mon bel argent
- 2004 · Une femme parfaite, éd. L'Avant-scène théâtre

- Bibliothèque nationale de France: cb11906836h (data)
- Gemeinsame Normdatei: 130475955
- International Standard Name Identifier: 0000 0000 7972 2591
- Library of Congress Control Number: n83224915
- Nationale Bibliotheek van Tsjechië: xx0151607
- Nationale Bibliotheek van Israël: 987007275880005171
- Nederlandse Thesaurus van Auteursnamen: 151456143
- SNAC: w6b02dvv
- Système universitaire de documentation: 02691400X
- Virtual International Authority File: 27065733
- WorldCat: E39PBJqVQ4HKvhY68rFvbbxRrq